# Мазилка
Мазилката представлява покритие на външни и вътрешни стени и тавани и е елемент от строителната дейност. В зависимост от начина на прилагане, мазилката изпълнява различни цели, от направата на една гладка основа за боядисване, поставяне на плочки или поставяне на тапети до оформянето на големи повърхности със специална форма. Използва се за регулиране на влагата на въздуха при вътрешни мазилки и топлоизолация и защита от външните въздействия като дъжд, вятър и сняг при външни мазилки.

## Видове мазилки
Мазилката може да се различава по вида на използваните материали като например свързващите материали (варова мазилка, варово-циментова мазилка, циментова, гипсова, глинена, силикатна и органична мазилка от изкуствена смола), в зависимост от използването (топлоизолационна, звукоизолираща, санитарна или атрактивната магнитна мазилка (със съдържание на магнитно меки частици за създаването на работна магнитна стена, на която да може да се закрепват посредством постоянни магнити листове и други леки предмети), в зависимост от декоративния завършващ ефект (дърпана, влачена и други ефектни повърхности), в зависимост от дебелината на нанасяне и други.
Декоративните мазилки за стена предоставят елегантност, стил и индивидуалност на всяко помещение. Тези уникални покрития не само предоставят функционалност, но и преобразяват обичайните стени в произведения на изкуството. В тази статия ще разгледаме различни видове декоративни мазилки и техните характеристики.
Най-общо мазилките мога да бъдат разделени на:
Текстурни мазилки:
	Текстурните мазилки предлагат богат избор от различни текстури, които могат да създадат интересен визуален ефект. Груби, фини, вълнести или дори релефни текстури предоставят възможност за персонализиране на интериора. Тези мазилки не само са декоративни, но и скриват малки неравности по повърхността на стената.
Венециански мазилки:
	Венецианските мазилки са известни със своята гладка и бляскава повърхност. Те се постигат чрез нанасяне на няколко слоя от специална смес, която придава блясък и дълбочина на цвета. Този стил е често избиран за луксозни интериори, като придава на стените атмосфера на разкош и класа.
Теракотови мазилки:
	Теракотовите мазилки са вдъхновени от традиционните италиански техники за декорация. Те съчетават топли цветове и земни оттенъци, които придават топлина и уют на стените. Този вид мазилки често имитират ефекта на теракота и са подходящи за създаване на традиционен или рустик стил в интериора.
Мазилки с металически ефект:
	За да добавите модерен и иновативен вид на стените, можете да изберете мазилки с металически ефект. Те създават игра на светлината и сянката, което придава динамичен и съвременен вид на пространството. Златисти, сребърни или бронзови оттенъци са често срещани в този вид декоративни мазилки.
Фрескови мазилки:
	Фресковите мазилки са идеални за тези, които ценят изкуството на стенната декорация. Те представляват техника, при която се използва минерална мазилка, която се прилага върху стената и се рисува или гравира, за да се създаде изключително детайлно изображение.

## Структура на мазилката
В най-общия случай полагането на мазилката става на няколко слоя:
- Първоначален грундиращ слой, който служи за добро сцепление към основата, особено когато тя е гладка и суха повърхност, както е например бетонът. Изпълнява се под формата на шприцвано изпердашване или предварително шприцване на осигуряване на добро захващане на мазилката към стената. извършва се с напръскване на плътни и гладки стени (например бетонни) посредством мистрия или баданарка.
- Основна мазилка: служи за изравняване на неравности и е с дебелина 1 до 3 см. Служи и за носене на най-горния слой мазилка (фина мазилка)
- Горна фина мазилка